# Brienne-i Margit tripoliszi grófné
Brienne-i Margit ( – 1328. április 9.), franciául: Marguerite de Brienne, ragadványneve, az Akkoni (Akkói) Margit (franciául: Marguerite d'Acre) onnan eredt, hogy az apai nagyapja, I. (Brienne-i) János a Jeruzsálemi Királyság uralkodója is volt, amelynek Akkon (Akkó) volt a második fővárosa, mikor Jeruzsálem már visszakerült muszlim uralom alá került. Születése jogán latin császári hercegnő, házassága révén Antiochia címzetes uralkodó hercegnéje és Tripolisz grófnéja. A Brienne-ház tagja.

## Élete
Brienne-i Lajos latin császári herceg, Beaumont-en-Maine algrófja és Beaumont-i Ágnes lányaként I. (Brienne-i) János jeruzsálemi király és latin császár, valamint Kasztíliai Berengária császárné unokája.
1278-ban feleségül ment VII. Bohemondhoz, Antiochia címzetes uralkodó hercegéhez és Tripolisz grófjához. Miután 1268-ban az egyiptomi seregek elfoglalták az Antiochiai Hercegséget, az uralkodócsalád ekkor a szomszédos Tripoliszi Grófság székhelyén, Tripoliszban rendezkedett be. Mivel az antiochiai hercegi cím formálissá vált, ténylegesen csak a Tripolisz grófja címét is viselték.
1287. október 19-én Bohemond meghalt, és mivel házasságuk gyermektelen maradt, a grófságot és a hercegi címet a Margit sógornője, Lúcia örökölte. 